# Lone Oak (Kentucky)
Lone Oak és una població dels Estats Units a l'estat de Kentucky. Segons el cens del 2000 tenia 454 habitants.

## Demografia
Segons el cens del 2000, Lone Oak tenia 454 habitants, 220 habitatges, i 128 famílies. La densitat de població era de 701,2 habitants/km².
Dels 220 habitatges en un 22,3% hi vivien nens de menys de 18 anys, en un 41,4% hi vivien parelles casades, en un 10,5% dones solteres, i en un 41,8% no eren unitats familiars. En el 38,2% dels habitatges hi vivien persones soles el 17,3% de les quals corresponia a persones de 65 anys o més que vivien soles. El nombre mitjà de persones vivint en cada habitatge era de 2,06 i el nombre mitjà de persones que vivien en cada família era de 2,68.
Per edats la població es repartia de la següent manera: un 17,4% tenia menys de 18 anys, un 12,1% entre 18 i 24, un 31,1% entre 25 i 44, un 20,3% de 45 a 60 i un 19,2% 65 anys o més.
L'edat mediana era de 40 anys. Per cada 100 dones de 18 o més anys hi havia 81,2 homes.
La renda mediana per habitatge era de 31.250 $ i la renda mediana per família de 35.938 $. Els homes tenien una renda mediana de 30.417 $ mentre que les dones 19.833 $. La renda per capita de la població era de 17.512 $. Entorn del 10,6% de les famílies i el 15,3% de la població estaven per davall del llindar de pobresa.

## Poblacions més properes
El següent diagrama mostra les poblacions més properes.